# Río Dagua
Río Dagua är en flod i Colombia.   Det ligger i departementet Valle del Cauca, i den västra delen av landet, 300 km väster om huvudstaden Bogotá och mynnar ut i Stilla havet. 